# Mittainville
Mittainville település Franciaországban, Yvelines megyében. Lakosainak száma 650 fő (2022. január 1.). Mittainville Faverolles, Saint-Lucien, Senantes, La Boissière-École és Hermeray községekkel határos.

## Népesség
A település népességének változása:
| Lakosok száma | 596  | 602  | 619  | 607  | 617  | 626  | 632  | 641  | 650  |
|               | 2013 | 2015 | 2016 | 2017 | 2018 | 2019 | 2020 | 2021 | 2022 |